# Vladimir Kaminski
Vladimir Vladimiovich Kaminski (né le 18 avril 1950 à Minsk, en Bielorussie, URSS) est un coureur cycliste soviétique. Champion olympique en 1976, avec l'équipe de l'URSS, dans l'épreuve des 100 km sur route par équipes, il est en 1977, champion du monde de la même spécialité.

## Biographie
Vladimir Kaminski, doté d'une forte stature (1,88 m, 87 kg), issu du Spartak de Moscou, intègre l'équipe de l'Union soviétique en 1974. Deux médailles d'argent aux championnats du monde sur route des 100 km par équipes sont obtenues, en 1974 et 1975 par la séction de l'URSS. Tenante du titre, conquis aux Jeux olympiques de Munich, l'équipe soviétique totalement renouvelée, le conserve en 1976 aux Jeux de Montréal. L'année suivante, Kaminski et ses équipiers Aavo Pikkuus, Valeri Tchaplyguine, Anatoli Tchoukanov remportent le titre mondial. De nouveau renouvelée en 1978, l'équipe de l'URSS, ne gagne que l'argent au mondial de 1978. Pour Vladimir Kaminski, c'est la fin de son parcours dans cette spécialité.
Hors des 100 km contre la montre par équipes, Vladimir Kaminski courait dans les épreuves individuelles. Il est venu en France disputer le Grand Prix cycliste de L'Humanité.

## Palmarès
- 1974
  -  2e du championnat du monde du contre-la-montre par équipes (avec Guennadi Komnatov, Valeri Tchaplyguine et Rinat Charafuline)
- 1975
  -  2e du championnat du monde du contre-la-montre par équipes  (avec Guennadi Komnatov, Valeri Tchaplyguine et Aavo Pikkuus)
- 1976
  -  Champion olympique du contre-la-montre par équipes aux Jeux olympiques de Montréal (avec Aavo Pikkuus, Valeri Tchaplyguine, Anatoli Tchoukanov)
  -  Champion d'Union soviétique sur route du contre-la-montre par équipes (avec Aavo Pikkuus, Valeri Tchaplyguine, Anatoli Tchoukanov)
- 1977
  -  Champion du monde du contre-la-montre par équipes (avec Aavo Pikkuus, Valeri Tchaplyguine, Anatoli Tchoukanov)
- 1978
  - 2e étape du Grand Prix cycliste de L'Humanité[2]
  -  2e du championnat du monde du contre-la-montre par équipes (avec Aavo Pikkuus, Alguimantus Goushavitchous et Vladimir Kuznetzov)
- 1979
  - Prologue de la Milk Race